# Louis Sichart von Sichartshoff
Louis Heinrich Friedrich Sichart von Sichartshoff (* 15. Juni 1797 in Herzberg am Harz; † 14. April 1882 in Hameln) war ein hannoverscher Generalleutnant und Militärschriftsteller.

## Leben

### Herkunft
Seine Eltern waren der kurhannoversche Dragonerleutnant Philipp Alexander Ferdinand Sichart von Sichartshoff (1769–1836) und dessen Ehefrau Christiane Luise, geborene Steigleder.

### Militärkarriere
Als 1805 die Kurhannoversche Armee aufgelöst wurde, ging sein Vater wie viele Offiziere in die King’s German Legion (KGL) nach England. Louis wurde daher zu seinem Großonkel Oberst von Schmidt nach Altenstadt gebracht, der ihn weiter erzog. Sichart wollte ebenfalls Soldat werden und kam im Herbst 1812 nach bestandener Prüfung in die westfälische Artillerie- und Genieschule in Kassel. Aber der Befreiungskrieg machten bereits im Herbst 1813 dem Bestehen der Schule ein Ende. Daher ging er im Frühjahr 1814 als Ensign (unterster Offiziersgrad) in das 2. Linienbataillon der KGL. Er verbrachte den Winter 1814/15 in Belgien und nahm auch an der entscheidenden Schlacht bei Waterloo teil. Bereits im Mai 1815 wurde er Premierleutnant. Nach dem Ende des Krieges 1815 wurde auch die KGL im Jahr 1816 aufgelöst und die Offiziere auf Halbsold gesetzt. Sichart hatte das Glück zudem bei denen in Hannover stationierten Gardegrenadieren unter zukommen. Er nutzte auch die Zeit um in Göttingen ein halbes Jahr Vorlesungen zu besuchen. Im Herbst 1823 wurde er dann zur Teilnahme am Unterricht der in Hannover neuerrichteten Generalstabsakademie befohlen. Nach Abschluss des Lehrgangs und erfolgreicher Prüfung wurde er 1829 in den Generalstab versetzt. Dort konnte er vielseitig eingesetzt werden. Er war bei der Landesvermessung, als Lehrer, bei größeren Truppenübungen und organisatorischen Arbeiten und besuchte Manöver im Ausland. Im Jahr 1848 im Krieg gegen Dänemark war er Chef des Stabes von General Hugh Halkett.
Nach Beendigung des Krieges kehrte er am 1. Januar 1849 in den Frontdienst zurück und wurde als Major in das in Verden stationierte 6. Infanterieregiment versetzt. Er hatte sich bereits in militärisch-diplomatischen Aufträgen bewiesen und wurde auch weiter damit betraut. So war er 1856 bei der Krönung Kaiser Alexanders II. in Moskau dabei. Am 1. Oktober 1856 wurde er als Oberstleutnant in den Generalstab zurückversetzt und am 27. Mai 1857 unter Beförderung zum Oberst zum Chef desselben ernannt. Er war bestrebt den Stab näher an die Front zu bringen. Da er Chef des Generalstabes und des Ingenieurwesen war, konnte er so die Feldtelegraphie und die Kartographie fördern. 1858 wurde er zum Generalmajor, 1864 zum Generalleutnant ernannt.
Als 1866 der Deutsche Krieg ausbrach, reorganisierte König Georg V. die Armee, was einen jüngeren General als Oberbefehlshaber bedeutete. Sichart war von seinem Posten enthoben und ging daher bereitwillig. Während die Truppen in die Schlacht bei Langensalza marschierten, blieb er daher zurück. Mit der Auflösung der Hannoverschen Armee trat er in die preußische über und ging zugleich in den Ruhestand.
Im Ruhestand beschäftigte er sich nun mit der Dokumentation der Geschichte der Hannoverschen Armee. Diese Idee war schon früher vom König an ihn herangetragen worden und so konnte bereits 1866 ein erster Band veröffentlicht werden. Er erarbeitete drei weitere Bände bis ihn ein Augenleiden 1871 zwang, die weitere Arbeit einzustellen.
Er zog sich nach Hameln an der Weser zurück, wo er 1882 verstarb.

### Familie
Er war mit Dorothea von Brandis (1800–1878) aus Hameln verheiratet. Aus der Ehe gingen mehrere Kinder hervor, darunter:
- Sophie (1832–1902), Schriftstellerin[1]
- Bertha Luise (1833–1886) ⚭ Hermann von Mengersen (1826–1897)[2]
- Doralice Helene (1844–1911) ⚭ 1870 Maximus von Knoblauch (1829–1889)

## Veröffentlichungen
- Tagebuch des zehnten Deutschen Bundes-Armee-Corps unter dem Befehle des Königlich Hannoverschen Generals Halkett während des Feldzuges in Schleswig-Holstein im Jahre 1848. Hannover 1851. (books.google.de)
- Geschichte der Königlich-Hannoverschen Armee. Band 1, Band 2, Band 3,1, Band 3,2 Band 4